# Antonio Marciello
Antonio Marciello (Rionero in Vulture, 10 marzo 1969) è un militare italiano, appuntato dell'Arma dei Carabinieri, decorato con medaglia d'oro al valor civile per il soccorso prestato in occasione del terremoto del Molise del 2002.
In tale occasione la stessa onorificenza è stata conferita anche ad altri militari dell'Arma: Brigadiere Capo Giuseppe Nardelli, Brigadiere Matteo Colapietra, Appuntato Michele Di Lella, Appuntato Domenico Di Carlo, Carabiniere Scelto Carmelo Rossetti.